# Antíoco VII Sideta
Antíoco VII Evérgeta, dito Sideta (em em grego: Αντίοχος Ζ' Σιδήτης; ca. 159 a.C. — 129 a.C.) em referência a Sida, cidade da Ásia Menor (atual Turquia), onde ele foi criado, foi um governante do Império Selêucida que reinou de 138 a.C. a 129 a.C. Era irmão de Demétrio II Nicátor. De acordo com Eusébio de Cesareia, ele se chamaria Antíoco V, pois foi o quinto rei da Síria de nome Antíoco. Foi o último grande rei selêucida. Flávio Josefo o chamada de Antíoco Pio, pela moderação que ele mostrou quando capturou Jerusalém.

## Contexto histórico
Demétrio I Sóter, ao se tornar rei da Síria, tentou expandir seus domínios, mas seus vizinhos, Ptolemeu VI Filómetor, do Egito, Átalo II de Pérgamo, e Ariarates V da Capadócia, arrumaram um jovem, Alexandre Balas, como se fosse um herdeiro real. Alexandre Balas era um suposto filho de Antíoco Epifânio, Demétrio I era filho de Seleuco IV,  irmão de Antíoco Epifânio.
Ptolemeu VI Filómetor casou sua filha Cleópatra Teia com Alexandre Balas.
Alexandre Balas derrotou Demétrio I Sóter, que morreu em batalha. Demétrio havia confiado seus dois filhos a um amigo em Cnido, com uma fortuna, e o mais velho, Demétrio II Nicátor, com o apoio de cretenses, atacou Alexandre Balas.
Ptolemeu VI transferiu Cleópatra de Alexandre para Demétrio II Nicátor. filho de Demétrio I Sóter.
Na Batalha de Antioquia (145 a.C.), morreram Ptolemeu VI Filómetor e Alexandre Balas, mas Demétrio II Nicátor sobreviveu.
Demétrio continuou a guerra, e derrotou Antíoco VI; no ano seguinte ele juntou as tropas na Babilônia para atacar Ársaces (Mitrídates I da Pártia). No ano seguinte, o terceiro ano da 160ª olimpíada, ele foi capturado por Ársaces.

## Usurpação por Diódoto Trifão
Quando Demétrio II foi capturado, Diódoto Trifão, seu governador, assassinou Antíoco VI Dionísio, filho de Alexandre Balas, e alegou que Antíoco havia morrido nas mãos dos médicos.
Cleópatra Teia estava cercada em Selêucia com seus filhos, e Antíoco VII estava proibido de entrar nas cidades por causa de Trifão, mas Cleópatra chamou Antíoco, e propôs que eles se casassem, e que Antíoco tomasse o reino. Segundo Flávio Josefo, Cleópatra foi aconselhada a esta estratégia por seus amigos, por medo que a cidade de Selêucia fosse entregue a Trifão.

## Reinado
Durante o período de cativeiro de Demétrio, Antíoco Sideta saiu de Side e, no quarto ano da 160a olimpíada, tomou posse da Síria.
Em 138 a.C.  Diódoto foi atacado e derrotado por Antíoco VII. Ele foi preso na fortaleza de Coracésio (atualmente Alanya), onde se suicidou, ou foi executado em Apameia após esta cidade ter sido capturada, em 137 a.C.
No terceiro ano da 162a olimpíada, Sideta conquistou os judeus após um cerco de Jerusalém, e executou os principais líderes dos judeus. De acordo com Flávio Josefo, o sumo sacerdote de Israel, João Hircano I, abriu o sepulcro do Rei Davi e de lá retirou três mil talentos, que entregou a Sideta para que esse poupasse a cidade.
Sidates, então, atacou a Pártia, apoiado pelos judeus, e, por um curto tempo, recuperou a Mesopotâmia, Babilônia e a região dos Medos. Antíoco, após derrotar o general parta Indates, ergueu um troféu no Rio Lico.
No quarto ano da 162a olimpíada, Ársaces  atacou com 120.000 tropas, libertando Demétrio II para causar confusão. Antíoco Sideta atacou a Pártia no inverno, e foi morto, aos 35 anos de idade.
O reino Selêucida, então, passou a se restringir à Síria.

## Filhos, sobrinhos e enteados
Antíoco VI era filho de Alexandre Balas  e enteado de Demétrio II Nicátor, portanto filho de Cleópatra Teia.
Demétrio II e Cleópatra Thea foram os pais de Seleuco V Filómetor  e Antíoco VIII Gripo.
Antíoco Sideta e Cleópatra Teia foram os pais de Antíoco IX de Cízico. Antíoco Sideta teve três filhos e duas filhas, duas filhas de nome Laódice e um filho de nome Antíoco, que morreram de doença, um filho de nome Seleuco que foi capturado por Ársaces na batalha em que Antíoco Sideta morreu e um filho de nome Antíoco, que foi criado pelo eunuco Crátero em Cízico.